# Henry Houssaye (romancier)
Ne doit pas être confondu avec Henry Houssaye (historien et critique).
Pour les articles homonymes, voir Houssaye.
Henry Houssaye (Rome, 1912 - Honfleur, 1970) est un écrivain français du XXe siècle.

## Biographie
Né Henri Houssaye, « il mettait un y à son prénom sous l'influence de Henry de Montherlant», Henry Houssaye est le deuxième enfant de Charles Houssaye (1876-1942) qui fut administrateur de l'Agence Havas de 1914 à 1940. Sa jeunesse est marquée par un drame familial que son père, en tant qu’administrateur de l’agence Havas, parvint à cacher à la presse dans l’espoir d’une issue favorable : la mafia avait enlevé un fils de la famille et exigeait une rançon pour le rendre. Comme dans l’enlèvement du fils de Charles Lindbergh, l’issue de cette affaire tenue secrète fut hélas la mort du garçon.
Outre ce drame familial, Henry Houssaye perdit sa mère alors qu’il était adolescent, puis sa sœur prénommé Edmée, de sorte que la mort de son père, en 1942, le mena au bord du suicide. Il raconte avoir été sauvé de cet acte par les paroles de madame Jean Peyrefitte, la mère de Roger Peyrefitte.
Après des études de Sciences politiques à Paris, il est nommé attaché d'ambassade à Madrid, à l'époque où le maréchal Pétain y officiait comme ambassadeur. Ce poste lui permit d’entrer en relation avec l’éditeur Jean Vigneau, qui exerçait les fonctions de chef du service de presse à l’ambassade de France à Madrid.
En 1939, il fait partie du conseil de rédaction de La Nouvelle Saison, la revue du groupe Jeune France, avec René Barjavel, Jean-Louis Barrault, Jean de Beer, Rainer Biemel, André Frank, Sylvain Itkine, Claude Schnerb et Claude Vermorel.
Henry Houssaye publia plusieurs livres, mais ne remporta jamais en littérature un succès comparable à celui de ses amis Montherlant et Peyrefitte, ce qui contribua peut-être à son état dépressif, qu’il tenta de compenser par l’usage de morphine. Il épousa tardivement une femme peintre originaire de Fécamp, Rozen Carel, elle-même fille d’un peintre.

## Rôle dans la genèse desAmitiés particulièresde Roger Peyrefitte
Ancien élève de Sciences Po comme Roger Peyrefitte, Henry Houssaye fut un intime de la famille Peyrefitte, et entra aussi en relation avec Henry de Montherlant. Henry Houssaye joua un rôle important dans la genèse des Amitiés particulières : d’une part, il présenta Peyrefitte à son futur éditeur Jean Vigneau, qu’il avait connu à l’Ambassade de France à Madrid ; d’autre part, il encouragea fortement Roger Peyrefitte à écrire au moment où ce dernier se trouvait inactif à la suite de sa révocation de ses fonctions de secrétaire d’ambassade. Peyrefitte lui-même rendit hommage à son ami en reconnaissant qu’il avait même contribué au choix du nom du héros, Georges de Sarre.

## Lolita
Henry Houssaye a publié en 1945 chez Jean Vigneau un roman intitulé Lolita. Ce roman, hétéroclite, comporte deux parties, l’héroïne Lolita apparaissant dans la seconde partie. Tout suggère que cette Lolita est la transposition du prénom d’un garçon, Henry Houssaye partageant les goûts d’Henry de Montherlant et de Roger Peyrefitte pour les adolescents, ce qui le conduisit en prison en 1941 : il est le personnage désigné par sous le nom codé de « Chevalier » dans la correspondance Montherlant-Peyrefitte. Dans la deuxième partie de son roman Lolita, Houssaye se décrit sous les traits du personnage prénommé Armand.
Vladimir Nabokov a commencé à écrire sa Lolita en 1947. Il signale dans ses Carnets de 1970-1971 qu'il avait entendu parler du roman de Henry Houssaye.

## Œuvres
- Laurence, Paris, Jean Vigneau, 1944
- Mort et transfiguration, Jean Vigneau, 1946
- Printemps, comédie en 3 actes, Paris, Studio 45, 14 février 1945
- Lolita, Paris, Jean Vigneau, 1945
- Terre de haine, Paris, Éditions du Scorpion, 1963
- Un baiser sur le Rhin, Paris, Éditions du Scorpion, 1964
- Aryas, essai, posthume, publié par Rozenn Carel-Houssaye, 1972